# Макарова, Ксения Олеговна
Ксе́ния Оле́говна Мака́рова (род. 20 декабря 1992 года в Санкт-Петербурге) — российская фигуристка, выступавшая в одиночном катании. Чемпионка России 2010 года. Мастер спорта России международного класса (2011).

## Биография
Ксения Макарова родилась 20 декабря 1992 года в Санкт-Петербурге. Она — дочь Ларисы Селезнёвой и Олега Макарова — бронзовых призёров Олимпиады 1984 года в парном катании, — которые ранее были её тренерами и хореографами. У Ксении есть младший брат, который занимается плаванием и успешно выступает за юношескую команду штата Нью-Йорк.
В 5 лет она впервые встала на лёд катка «Юбилейный», но после первого же падения кататься отказалась, заявив, что это «больно и холодно». Некоторое время занималась художественной гимнастикой, что, по словам её отца, помогло ей обрести хорошую растяжку и стать более гибкой. Второй раз она вышла на лёд в 2001 году, уже после переезда в США, и начала заниматься в группе под руководством своих родителей.
После окончания спортивной карьеры собиралась поступить в один из университетов США, а затем стать следователем.

## Карьера

### 2003—2009: Начало
Первоначально соревновалась в Соединённых Штатах.
В сезоне 2003/2004, выступая на промежуточном уровне Северо-Атлантического регионального чемпионата, заняла седьмое место.
В сезоне 2004/2005, снова выступая на том же уровне, заняла четвёртое место на Северо-Атлантическом региональном чемпионате и отправилась на чемпионат США, где заняла пятнадцатое место.
В сезоне 2005/2006, в последний раз соревнуясь на этом уровне, выиграла Северо-Атлантический региональный чемпионат, но была вынуждена сняться с чемпионата США.
В сезоне 2006/2007 перешла на уровень «новичок». Она выиграла Северо-Атлантический региональный чемпионат и заняла второе место на Восточных секционных соревнованиях, при этом пройдя отбор на чемпионат США среди новичков, где заняла седьмое место.
Перейдя под российский флаг, на чемпионате России 2008 года среди юниоров заняла четвёртое место.

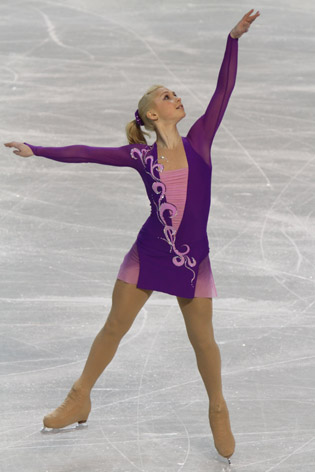
Ксения Макарова на чемпионате Европы 2010 года.

### 2009—2010: Олимпийский сезон
До начала сезона тренировалась у своих родителей. Однако, они решили попросить помощи у Виктора Петренко и Галины Змиевской, ссылаясь на то, что тренировать собственную дочь очень трудно. Так Ксения начала заниматься под руководством этих специалистов, катаясь в одной группе с Джонни Вейром. Она заняла призовые места на обоих этапах юниорского Гран-при, в которых участвовала, и прошла квалификацию в финал.
Осенью 2009 года выступала на «Международном кубке Ниццы». После короткой программы она лидировала, выигрывая у ближайшей конкурентки 3 балла. Получив самые высокие баллы за произвольную программу, Макарова одержала уверенную победу на турнире.
В декабре того же года она приняла участие в своём дебютном чемпионате России. Уже после короткой программы захватила лидерство. Ей удалось победить, несмотря на падение в произвольной, и получить путёвку на первенство континента.
На чемпионате Европы она заняла девятое место в обеих программах, допустив ошибки в тройных лутцах и других элементах.
На Олимпиаде вошла в десятку, а на последовавшем чемпионате мира она стала восьмой, занимая после короткой программы пятое место.

### 2010—2011
Первым стартом сезона для Макаровой стали соревнования Middle Atlantic Figure Skating Championships, на которых она одержала уверенную победу, набрав в сумме 170,7 баллов и опередив ближайшую конкурентку — украинскую фигуристку Наталью Попову — более, чем на 24 балла. В произвольной программе ею был выполнен каскад из двух тройных тулупов, а также тройной риттбергер; в короткой — каскад тулупов и тройной лутц. На турнире Finlandia Trophy она заняла четвёртое место.
Этап Гран-при в Канаде стал для Макаровой первым состязанием, на которое она отправилась без родителей. Она завоевала серебряную медаль, проиграв чуть больше 7 баллов американской фигуристке Алиссе Чизни и выполнив в обеих программах каскад «тройной тулуп — тройной тулуп». Макарова так прокомментировала своё выступление и планы:
У меня правило: на каждом соревновании «побить» саму себя. На «Skate Canada» это удалось — я сделала каскад из двух тройных тулупов и в короткой, и в произвольной программе. В запасе у меня ещё тройной лутц с тройным тулупом. Асада прыгает тройные аксели, но я не буду их делать. Не вижу смысла, потому что тройной лутц с тройным тулупом стоят дороже.

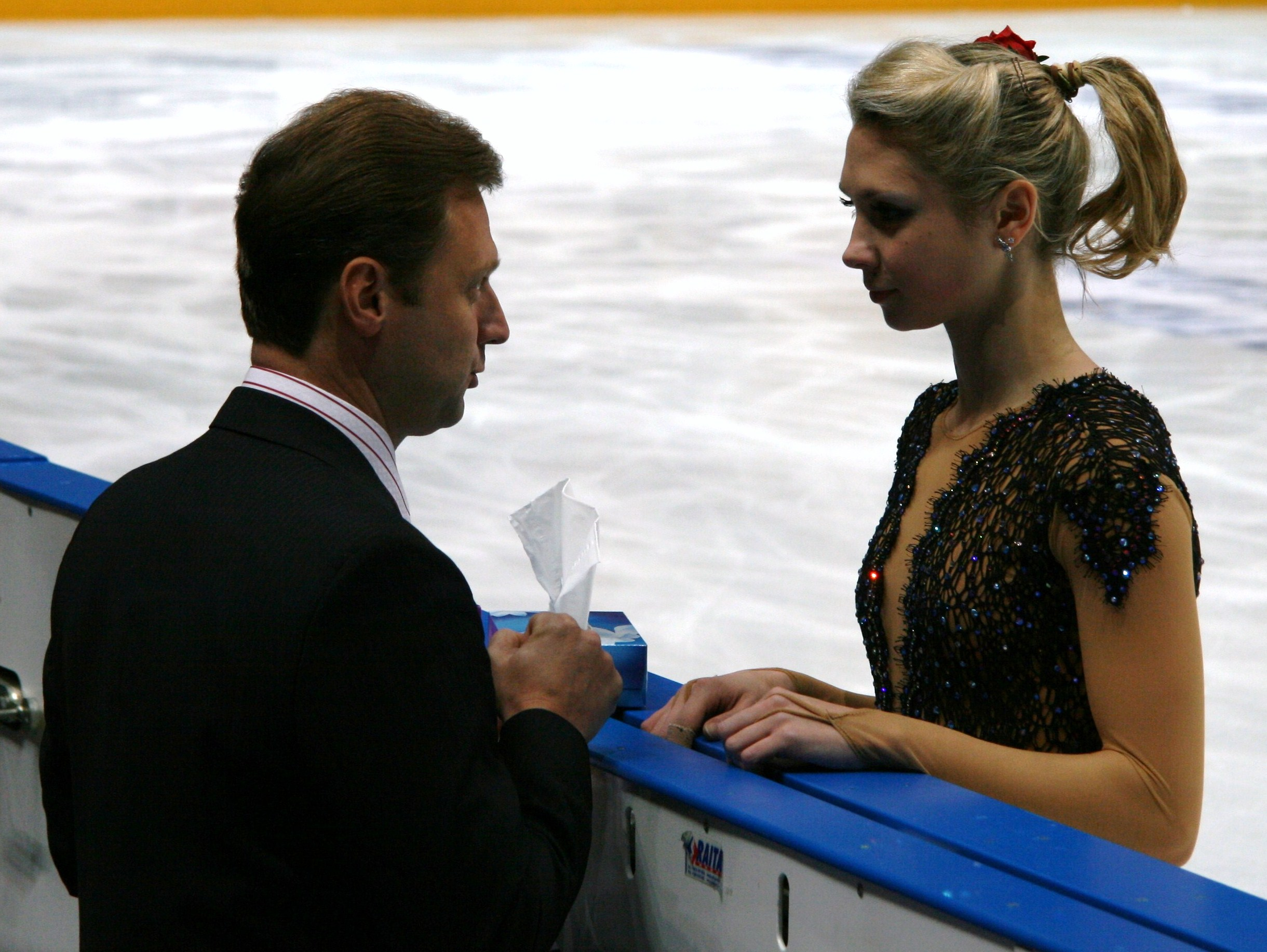
Ксения Макарова и Виктор Петренко. «Cup of Russia»-2010.

На этапе Гран-при в Москве после короткой программы Макарова занимала восьмое место, сделав ошибку в каскаде тройных тулупов, но не потеряла надежды отобраться в финал Гран-при. В произвольной программе показала шестой результат и в итоге заняла 7-е место на соревнованиях. Набрав в серии Гран-при 17 баллов, Макарова не вошла в шестёрку спортсменок, заслуживших право выступить в финале Гран-при
На чемпионате России в Саранске после короткой программы Макарова лидировала, но при этом отмечала, что не испытывает давления от необходимости защищать титул чемпионки России. Однако, в произвольной программе, допустив три серьёзные ошибки: на выезде с каскада «тройной тулуп — тройной тулуп», приземлении с тройного флипа и заходе на сальхов, она стала шестой, и по сумме баллов заняла пятое место на чемпионате. В сборную страны на чемпионат Европы Макарова попала благодаря тому, что Аделина Сотникова, Елизавета Туктамышева и Юлия Липницкая, занявшие первое, третье и четвёртое места национального первенства, не прошли возрастной ценз ИСУ.
5 января 2011 года Макарова сменила тренера, перейдя от Виктора Петренко к Евгению Рукавицыну. Сама спортсменка объяснила, что её переход никак не связан с неудачами на «Cup of Russia» и чемпионате России, и прокомментировала смену тренера:
Всё предельно просто: Виктор Васильевич не мог остаться здесь, в России. А до чемпионата Европы остаётся мало времени. Я же не хотела возвращаться в Америку, чтобы там акклиматизироваться, а потом ехать обратно сюда и вновь акклиматизироваться… Поэтому мы с родителями поговорили и решили остаться здесь, а Виктор Васильевич остаться не мог… Вот так вот всё и получилось.
 Решение о смене тренера было принято родителями фигуристки.
На чемпионате Европы Макарова, не проходившая квалификационный раунд, после короткой программы занимала второе место, уступив финской спортсменке Кийре Корпи немногим более 3 баллов. Воодушевлённая успехом, спортсменка поставила себе цель чисто откатать произвольную. Однако, совершив ряд ошибок, стала пятой и заняла итоговое четвёртое место на соревнованиях. Ксения призналась, что во время произвольной программы у неё задрожали ноги.

### После 2011
Сезоны 2011—2012 и 2012—2013 стали неудачными для Макаровой. На чемпионате России 2013 она заняла лишь 8 место, не попав в сборную страны на чемпионат Европы. После окончания сезона заявила, что пропустит олимпийский сезон 2013—2014 и посвятит этот год дальнейшему обучению, а также залечиванию травм, которые её беспокоили в течение нескольких лет.
В августе 2013 года официально стала гражданкой США.

## Программы

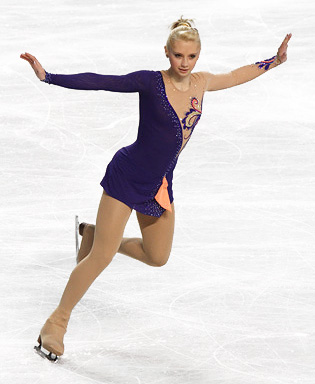
Ксения Макарова в произвольной программе сезона 2009—2010

| Сезон     | Короткая программа                                            | Произвольная программа | Показательные выступления |
| --------- | ------------------------------------------------------------- | --- | ------------------------- |
| 2012—2013 | «Мaria And The Violin’s String» Ashram хореограф Илья Авербух | «Megapolis» хореограф Илья Авербух |                           |
| 2011—2012 | «Мaria And The Violin’s String» Ashram хореограф Илья Авербух | «20th Century Fox Fanfare» Джон Уильямс «Diamonds Are a Girl’s Best Friend» Жюль Стайн «I Wanna Be Loved By You» Герберт Стотхарт и Гарри Руби хореограф Ольга Глинка | «Sway» Pussycat Dolls     |
| 2010—2011 | Фламенко Дидюля                                               | Музыка из мюзикла «Эвита» Эндрю Ллойд Уэббер | «Sway» Pussycat Dolls     |
| 2009—2010 | Саундтрек к фильму «Дамы в лиловом» Найгел Хесс               | Саундтрек к фильму «Тринадцатый воин» Джерри Голдсмит | «Sway» Pussycat Dolls     |
| 2008—2009 | Музыка Cirque du Soleil                                       | Саундтрек к фильму «Мистер и миссис Смит» |                           |
| 2007—2008 | «В пещере горного короля» Эдвард Григ                         | Музыка из балета «Дон Кихот» Людвиг Минкус |                           |
| 2006—2007 | Libertango Астор Пьяццолла                                    | Саундтрек к фильму «Чикаго» |                           |

## Спортивные достижения

### Результаты за Россию
| Соревнования                              | 2007—2008 | 2008—2009 | 2009—2010 | 2010—2011 | 2011—2012 | 2012—2013 |
| ----------------------------------------- | --------- | --------- | --------- | --------- | --------- | --------- |
| Зимние Олимпийские игры                   |           |           | 10        |           |           |           |
| Чемпионаты мира                           |           |           | 8         | 7         | 9         |           |
| Чемпионаты Европы                         |           |           | 9         | 4         | 6         |           |
| Чемпионаты России                         |           |           | 1         | 5         | 4         | 8         |
| Юношеское первенство России               | 4         | 5         |           |           |           |           |
| Этапы Гран-при: Cup of China              |           |           |           |           | 7         |           |
| Этапы Гран-при: Skate America             |           |           |           |           | 5         |           |
| Этапы Гран-при: Cup of Russia             |           |           |           | 7         |           |           |
| Этапы Гран-при: Skate Canada              |           |           |           | 2         |           | 6         |
| Этапы Гран-при: NHK Trophy                |           |           |           |           |           | 7         |
| Finlandia Trophy                          |           |           |           | 4         |           |           |
| Международный кубок Ниццы                 |           |           | 1         |           |           |           |
| Nebelhorn Trophy                          |           |           |           |           | WD        |           |
| Финалы Гран-при среди юниоров             |           |           | 4         |           |           |           |
| Этапы юниорского Гран-при, Испания        |           | 4         |           |           |           |           |
| Этапы юниорского Гран-при, Великобритания |           | 4         |           |           |           |           |
| Этапы юниорского Гран-при, Белоруссия     |           |           | 3         |           |           |           |
| Этапы юниорского Гран-при, США            |           |           | 2         |           |           |           |

- J. — среди юниоров
- WD — снялась с соревнований

### Результаты за США
| Соревнования             | 2006—2007 |
| ------------------------ | --------- |
| Чемпионат США            | 7N.       |
| Eastern Sectionals       | 2N.       |
| North Atlantic Regionals | 1N.       |

- N. — среди новичков